# ألم الأطفال
ألم الأطفال موضوعًا مثيرًا للجدل في المجتمع الطبي. حتى أواخر القرن التاسع عشر، يعتقد الكثيرون أن الأطفال الرضع أكثر عرضة للألم  من البالغين. وقد أسهمت هذه النظرة في التغافل عن الألم لدى الأطفال، حيث تعتبر قدرتهم على الشعور بالألم أقل من قدرة البالغين.
في الربع الأخير من القرن العشرين، أظهرت الأبحاث العلمية بشكل قاطع أن الأطفال يعانون من الألم، وربما أكثر من البالغين. وقد تم تطوير أساليب موثوقة للكشف عن الألم والتخفيف من حدته. كان يُعتقد على نطاق واسع بين المهنيين الطبيين أن الأطفال الرضع لا يشعرون بالأم حتى يبلغوا من العمر عامًا واحدًا.   ومع ذلك، يُعتقد اليوم أن الأطفال حديثي الولادة، وربما حتى الأجنة الذين تجاوزوا مرحلة معينة من النمو، يمكنهم الشعور بالألم.

## تأثير الألم
ينتج عن الألم غير المعالج عدد من التغييرات التي تؤثر على الأيض وعلى الاستقرار الداخلي للجسم، من ضمنها زيادة احتياجات الجسم إلى الأكسجين ونقص كفاءة عملية تبادل الغازات في الرئة، مما يؤدي إلى نقص إمداد الخلايا بالأكسجين ويعرف ب "فقر الأكسجين في الدم " وزيادة حامضية المعدة وفي حالات الألم المستمر يتحول الأيض إلى "كاتابولي" وذلك يؤدي إلى نقص كفاءة جهاز المناعة وتكسير البروتينات الهامة للجسم تؤدي إلى تأخر التئام الجروح.
للألم تأثير كبير على النفسية العصبية بين الأم والطفل وأثبتت الأبحاث أن الأطفال الذين يتعرضون للألم في مرحلة مبكرة من عمرهم (حديثي الولادة) لديهم ميول أكثر للعنف والسلوك المدمر للذات مثل الانتحار.

## الآلية الفسيولوجية
حديثاً توسع مفهوم الألم عند الأطفال حيث تم اكتشاف أن: حديثي الولادة لديهم أعصاب غير مغلفة قادرة على نقل الإشارات العصبية ولكن أبطأ منها عند البالغين.
الأعصاب الواصلة بين المخ والحبل الشوكي ليست ناضجة تمامًا في حديثي الولادة مما يؤدي إلى قدرة الجهاز العصبي للأطفال على تقليل الشعور بالألم (Nociception).

## التشخيص
بعض أدلة الألم عند الأطفال واضحة لا تتطلب معدات خاصة أو تدريب مثل بكاء الطفل، سرعة الغضب، اضطرابات النوم، سوء التغذية وانعدام الثقة تجاه مقدم الخدمة أو والديه، بناء على ذلك وضعت المنظمة العالمية لدراسة الألم تعريفا للألم بأنه «خبرة عاطفية يصفها الشخص نتيجة التعرض لتلف في بعض خلايا جسمه وتعتمد على قدرة الشخص في التعبير عن الوجع».
استطاع الباحثون التمييز بين الأسباب المختلفة للصراخ سواء كان جوع، غضب، خوف أو ألم ولكن التفريق صعب جدا ويعتمد على دقة المستمع.

## مقياس ألم ما بعد الجراحة في الأطفال والرُضع
غالبا ما يستخدم في تقييم ألم الأطفال والرضع بعد الجراحة في المستشفيات ولا يحتاج لمعدات خاصة مما جعله سهل التطبيق، ويعتمد المقياس على خمس عناصر كل واحد يتم تقيمه...0,1,2٫، أعلى نتيجة لهذا المقياس 10 واقل نتيجة 0؛ في حالة النتيجة من (0-3) الطفل لا يحتاج لمسكنات لعلاج الألم، من (4-10) يحتاج الطفل لمسكنات.

## العلاج
بعض الوسائل غير الأدوية:
- الراحة: اللمس والحمل والتدفئة والتحدث مع الطفل والغناء له كلها طرق معروفة منذ القدم في تهدئة الأطفال. وفي حين أن الألم قد لا يتأثر فإن تقليل الخوف لدى الطفل يكون واضح مما يؤدي إلى تقليل الآثار السلبية للخوف على الصحة.
- الإثارة الفموية: اتضح أن الرضاعة الطبيعية وإعطاء السكر عن طريق الفم للطفل واستخدام المصاصة تقلل من الشعور بالألم عند الطفل على الرغم من أن آلية ذلك ما زالت مجهولة، ولا يبدو أنها بواسطة الاندورفين.
- تناول السكريات: السكر الذي يعطي للطفل ينجح في تقليل فترة البكاء، ولكنه لا يؤثر على ضربات القلب ولا على النشاط الكهربي للعقل. وقد وجد أن السكريات تقلل فترة البكاء عند الأطفال من سن شهر إلى اثني عشر شهر بعد أخذ حقنة التطعيم.
- الإشباع الحسي.